# Дудуллу (станція метро)
41°00′55″ пн. ш. 29°09′48″ сх. д. / 41.015290207886° пн. ш. 29.163273975369° сх. д.
Дудуллу (тур. Dudullu) — станція лінії М5 та лінії М8 Стамбульського метро в Умраніє
. 
Відкрита 21 жовтня 2018 року разом з іншими станціями у черзі Яманевлер - Чекмекьой.

Розташована під проспектом Алемдаг у кварталі Юкари Дудуллу, Умраніє.
Конструкція — станція закритого типу мілкого закладення, має острівну платформу та дві колії. 
Платформа лінії М8 розташована під платформою лінії М5.
Пересадки:
- Автобуси: 11P, 14A, 14AK, 14CE, 14ES, 14S, 14T, 14TM, 14YE, 14ÇK, 14ŞB, 15SD, 19D, 19E, 19EK, 19ES, 19S, 19SB, 19V, 20D, 131T, 131YS, 320
- Маршрутки: 
  - Дудуллу — Саригазі, Ускюдар — Алемдаг,
  - Дудуллу — Ташделен — Абдуррахмангазі,
  - Дудуллу — Абдуррахмангазі,
  - Дудуллу — Маденлер — Абдуррахмангазі,
  - Султанбейлі — Дудуллу, Дудуллу — Віапорт,
  - Бостанджи — Дудуллу,
  - Бостанджи — Кайишдаги — Дудуллу,
  - Бостанджи — Тавукчу Йолу — Дудуллу,
  - Бостанджи — Ферхатпаша — Дудуллу